# Sirícids
Els sirícids (Siricidae) són una família d'himenòpters del subordre dels símfits (Symphyta). Les femelles dipositen els seus ous en la fusta dels arbres i les larves caven túnels alimentant-se de la fusta.

## Descripció
Cos cilíndric. Els adults solen ser de color blau, castany o negre amb parts grogues. Poden arribar a mesurar 4 o 5 cm sense comptar l'ovipositor, tot i que presenten una gran variació en grandària dins de la mateixa espècie. L'últim segment abdominal de tots dos sexes presenta una espina a la part dorsal no confondre amb l'oviscapte de les femelles, que es troba a la regió ventral del final de l'abdomen.

## Ecologia
Les femelles dipositen els seus ous en la fusta dels arbres i les larves caven túnels alimentant-se de la fusta. Requereixen l'ajuda de fongs simbiòtics per a digerir la cel·lulosa. Poden necessitar d'un a tres anys per completar el seu creixement. Abans de convertir-se en pupa solen migrar fins a prop de la superfície del tronc i romandre tot just sota de l'escorça. Algunes espècies són plagues de la fusta de gran importància econòmica.
Un important control biològic és la vespa paràsita Rhyssa persuasoria que diposita els seus ous a les larves del gènere Sirex, de les quals s'alimenten causant la mort. També hi ha cucs nematodes que els ataquen.